# 九州オープンゴルフ選手権競技
九州オープンゴルフ選手権競技（きゅうしゅうオープンゴルフせんしゅけんきょうぎ）は、九州ゴルフ連盟が九州地方のゴルフ場で持ち回り開催される日本オープンの九州地区予選競技。2015年現在、優勝賞金500万円。
1973年から1991年まで日本プロゴルフ協会公認で開催されていたゴルフトーナメントであった。

## 歴代優勝者
- 2025年：三重野里斗
- 2024年　林拓希
- 2023年：小村優太
- 2022年：黒木紀至
- 2021年：香妻陣一朗
- 2020年：秋吉翔太
- 2019年：手嶋多一
- 2018年：比嘉一貴
- 2017年：北村晃一
- 2016年：小田龍一
- 2015年：和田章太郎
- 2014年：北村晃一
- 2013年：宮里優作
- 2012年：米倉健太郎
- 2011年：福永光伸
- 2010年：高松竜也
- 2009年：木村忠昭
- 2008年：尾方友彦 (アマチュア)
- 2007年：木村忠昭
- 2006年：白潟英純
- 2005年：大倉清 (アマチュア)
- 2004年：堀之内豊
- 2003年：白潟英純
- 2002年：金城和弘
- 2001年：日下部光隆
- 2000年：野上貴夫
- 1999年：金城和弘
- 1998年：山本恒久
- 1997年：藤池昇龍
- 1996年：酒井孝正
- 1995年：吉村金八
- 1994年：日下部光隆
- 1993年：友利勝良
- 1992年：川上典一
- 1991年：吉村金八
- 1990年：友利勝良
- 1989年：蔵岡伸二
- 1988年：友利勝良
- 1987年：友利勝良
- 1986年：吉村金八
- 1985年：吉村金八
- 1984年：渋谷稔也
- 1983年：藤池昇
- 1982年：鈴木規夫
- 1981年：秋富由利夫
- 1980年：秋富由利夫
- 1979年：秋富由利夫
- 1978年：鈴木規夫
- 1977年：鈴木規夫
- 1976年：鈴木規夫
- 1975年：鈴木規夫
- 1974年：鈴木規夫
- 1973年：小池国夫
- 1972年：柴田昇
- 1971年：柳田勝司